# Blytheville
Blytheville est une ville du comté de Mississippi dans l'Arkansas, aux États-Unis.

## Description
Blytheville possède une base aérienne (Eaker Air Force Base, code AITA : BYH).

## Démographie
| 1900 | 1910  | 1920  | 1930   | 1940   | 1950   |
| ---- | ----- | ----- | ------ | ------ | ------ |
| 302  | 3 849 | 6 447 | 10 098 | 10 652 | 16 234 |

| 1960   | 1970   | 1980   | 1990   | 2000   | 2010   |
| ------ | ------ | ------ | ------ | ------ | ------ |
| 20 797 | 24 752 | 23 844 | 22 906 | 18 272 | 15 620 |